# 女のいない男たち (小説)
「女のいない男たち」（おんなのいないおとこたち）は、村上春樹の短編小説。村上は『文藝春秋』2013年12月号から2014年3月号まで、「女のいない男たち」という副題で4編の短編を連載。そして2014年4月に短編小説集『女のいない男たち』を刊行。本作品は、唯一の書き下ろし作品として、同短編集に収録された。まえがきで村上は本作品について、「ほとんど即興的に淀みなく書き上げてしまった」と書いている。

## あらすじ
夜中の一時過ぎに電話がかかってくる。男の低い声が僕に知らせを伝える。妻は先週の水曜日に自殺をしました。なにはともあれお知らせしておかなくてはと思って、と彼は言った。なぜ彼が「僕」のことを知っていたのか、それはわからない。彼女が「僕」の名前を「昔の恋人」として夫に教えたのだろうか？ 「僕」は彼女がどこに住んでいるかを知らなかったし、結婚していたことすら知らなかった。
そのようにして、彼女はこれまで「僕」がつきあった女性たちの中で、自死の道を選んだ三人目となった。「僕」は実を言うと、エムのことを（仮にエムと呼ぶことにする）、十四歳のときに出会った女性だと考えている。実際にはそうじゃないのだけれど、そのように仮定したい。たしか「生物」の授業で彼女は隣に座っていた。「消しゴムを忘れたんだけど、余分があったら貸してくれないか」と言うと、彼女は自分の消しゴムを二つに割って、ひとつを「僕」にくれた。そして「僕」は文字通り一瞬にして彼女と恋に落ちた。
エムの死を知らされたとき、「僕」は自分を世界で二番目に孤独な男と感じることになる。散歩の途中、一角獣の像の前に腰を下ろし、世界でいちばん孤独な男である彼女の夫のことを考える。
エムについて今でもいちばんよく覚えているのは、彼女が「エレベーター音楽」を愛していたことだ。僕らはあちこちをあてもなくドライブし、そのあいだ彼女はフランシス・レイの『白い恋人たち』にあわせて静かに唇を動かしていた。淡く口紅を塗った素敵な、セクシーな唇を。